# Euxoa rufula
Euxoa rufula är en fjärilsart som beskrevs av Smith 1887. Euxoa rufula ingår i släktet Euxoa och familjen nattflyn. Inga underarter finns listade i Catalogue of Life.